# Вооружённый нейтралитет
Вооружённый нейтралитет в международном праве — объявленное нейтральной державой или группой нейтральных держав состояние готовности защищать свою морскую торговлю от воюющих на море государств при помощи вооружённых сил (например, путём конвоирования нейтральных торговых судов военными кораблями).

## Первый вооружённый нейтралитет
Первый вооружённый нейтралитет — союз России, Дании и Швеции, а также ряда других государств, сложившийся в 1779—1783 годах во время войны североамериканских колоний за независимость, направленный на защиту судоходства нейтральных стран.
В 1778 году Россия предложила Дании сообща охранять торговые суда, направлявшиеся в русские порты. Весной 1779 года Россия, Дания и Швеция, не вступая в формальный союз, направили воюющим странам — Великобритании, Франции и Испании — декларации о мерах, предпринятых ими для защиты нейтральной торговли, и выслали в море по небольшой эскадре.
Когда же испанцами были захвачены голландские и российские суда, следовавшие с русским хлебом в средиземноморские порты, 28 февраля (10 марта) 1780 года Екатерина II обратилась к Великобритании, Франции и Испании с декларацией, в которой излагались такие принципы вооружённого нейтралитета:
1. нейтральные корабли могут свободно ходить у берегов воюющих держав;
2. неприятельская собственность под нейтральным флагом (за исключением «заповедных товаров») неприкосновенна;
3. предметами военной контрабанды признаются только оружие и различное военное снаряжение;
4. блокированным считается лишь порт, вход в который практически затруднён в связи с действиями военно-морских сил воюющих держав.

На этой основе Россия заключила конвенции с Данией 9 (20) июля 1780 года и Швецией 1 (12) августа 1780 года. Подтвердив принципы, изложенные в декларации от 28 февраля (10 марта) 1780 года, договаривающиеся стороны объявили о закрытии Балтийского моря для военных судов воюющих держав и о взаимном обязательстве защищать провозглашённые принципы. Таким образом, возник союз трёх держав, известный под именем «первого вооружённого нейтралитета». К вооружённому нейтралитету 4 января 1781 года присоединились Нидерланды, 8 мая 1781 года — Пруссия, 9 октября 1781 года — Австрия, 13 июля 1782 года — Португалия и 10 февраля 1783 года — Неаполь. Франция, Испания и США также признали принципы вооружённого нейтралитета, хотя формально к нему не присоединились. Из крупных морских держав лишь Великобритания не признала вооружённый нейтралитет. После заключения Версальского мирного договора 1783 года первый вооружённый нейтралитет распался.

## Второй вооружённый нейтралитет
В 1800 году, в связи с захватом англичанами датского фрегата «Фрейя», Павел I обратился к Дании, Пруссии и Швеции с предложением возродить принципы первого вооружённого нейтралитета. В Санкт-Петербурге в период 4—6 (16—18) декабря 1800 года были подписаны конвенции с Данией, Швецией и Пруссией, известные как «второй вооруженный нейтралитет». Конвенции 1800 года, повторив принципы первого вооружённого нейтралитета, дополнили их требованием специального оповещения нейтральных судов о блокаде данного порта для получения права на обвинение нейтрального судна в нарушении блокады; признанием того, что нейтральные торговые суда, идущие под конвоем нейтрального военного судна, не могут быть подвергнуты досмотру, если командир конвоя заявит, что на них нет контрабанды.
Второй вооружённый нейтралитет действовал до апреля 1801 года, когда после неожиданного нападения Нельсона на Копенгаген и уничтожения датского флота было заключено перемирие между Великобританией и Данией. Вскоре в России произошёл переворот, Павел I был свергнут и убит. После этого и второй вооружённый нейтралитет распался.

## Влияние
В дальнейшем положения вооружённого нейтралитета нашли отражение в Парижской декларации «О морской войне» 1856 года.
В XX веке положения вооружённого нейтралитета нашли своё отражение в Гаагских конвенциях о захвате нейтральных торговых судов 1907 года, также в Нионском соглашении и Лондонском протоколе 1936 и 1937 годах о борьбе с пиратскими нападениями подводных лодок на торговые суда.